# 庄内駅 (大阪府)

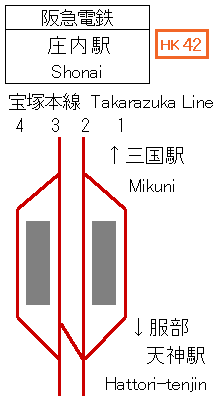
配線図

庄内駅（しょうないえき）は、大阪府豊中市庄内東町一丁目にある、阪急電鉄宝塚本線の駅。駅番号はHK-42。

## 歴史
- 1951年（昭和26年）5月15日：地元からの請願駅として、三国駅 - 服部駅（現在の服部天神駅）間に新設開業[4]。開業当時は大阪府豊能郡庄内町であった[4]。
- 1956年（昭和31年）2月2日：庄内事件が起こり、電車が運休となる[5]。
- 1966年（昭和41年）：駅直下を通り駅の東西を結ぶ地下道が開通、改札も地上から当該地下道に移設[6]。
- 2013年（平成25年）12月21日：駅番号導入[7][8]。

## 駅構造
待避設備を持つ島式ホーム2面4線の地上駅である。
改札は地下通路に1箇所のみ設置されている。旧来からの駅施設であるためエレベーターやそれに代わるバリアフリー施設はなく、また改札内にトイレも設置されていなかったが、バリアフリー工事の施工により、改札内の地下スペースが拡張され、改札内に多機能トイレ・男女トイレ、また改札内外に計4箇所エレベーターが設置された。ホームと地下コンコースを連絡するエレベーターの設置に伴い、下り側（宝塚方面）の階段が数メートル移設されている。
のりば
| 号線 | 路線      | 方向 | 行先                                   |
| ---- | --------- | ---- | -------------------------------------- |
| 1・2 | ■宝塚本線 | 下り | 宝塚・川西能勢口・石橋阪大前・箕面方面 |
| 3・4 | ■宝塚本線 | 上り | 大阪梅田・神戸・京都・北千里方面       |

- 内側2線（2号線と3号線）が主本線、外側2線（1号線と4号線）が待避線となっており、朝夕の時間帯に普通が急行の通過待ちを行っている[注 1]。
- 3号線の服部天神駅寄りに宝塚方面へのポイントが設置されており、非常時には当駅で折り返しできるようになっている[2]。
- 曽根駅が高架化されるまでは、4号線に列車が夜間留置され、翌朝梅田駅に回送されていた。

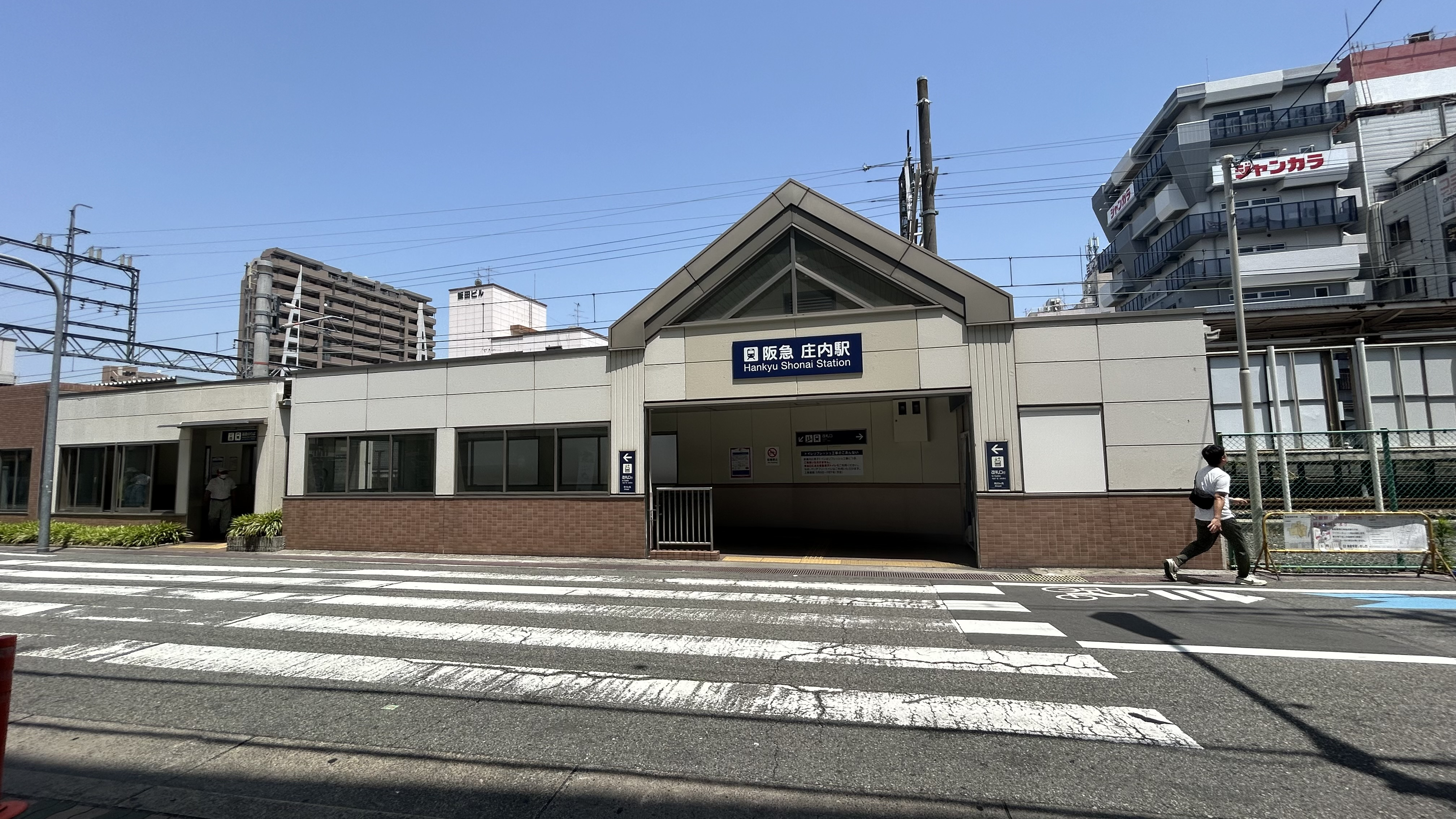
西口
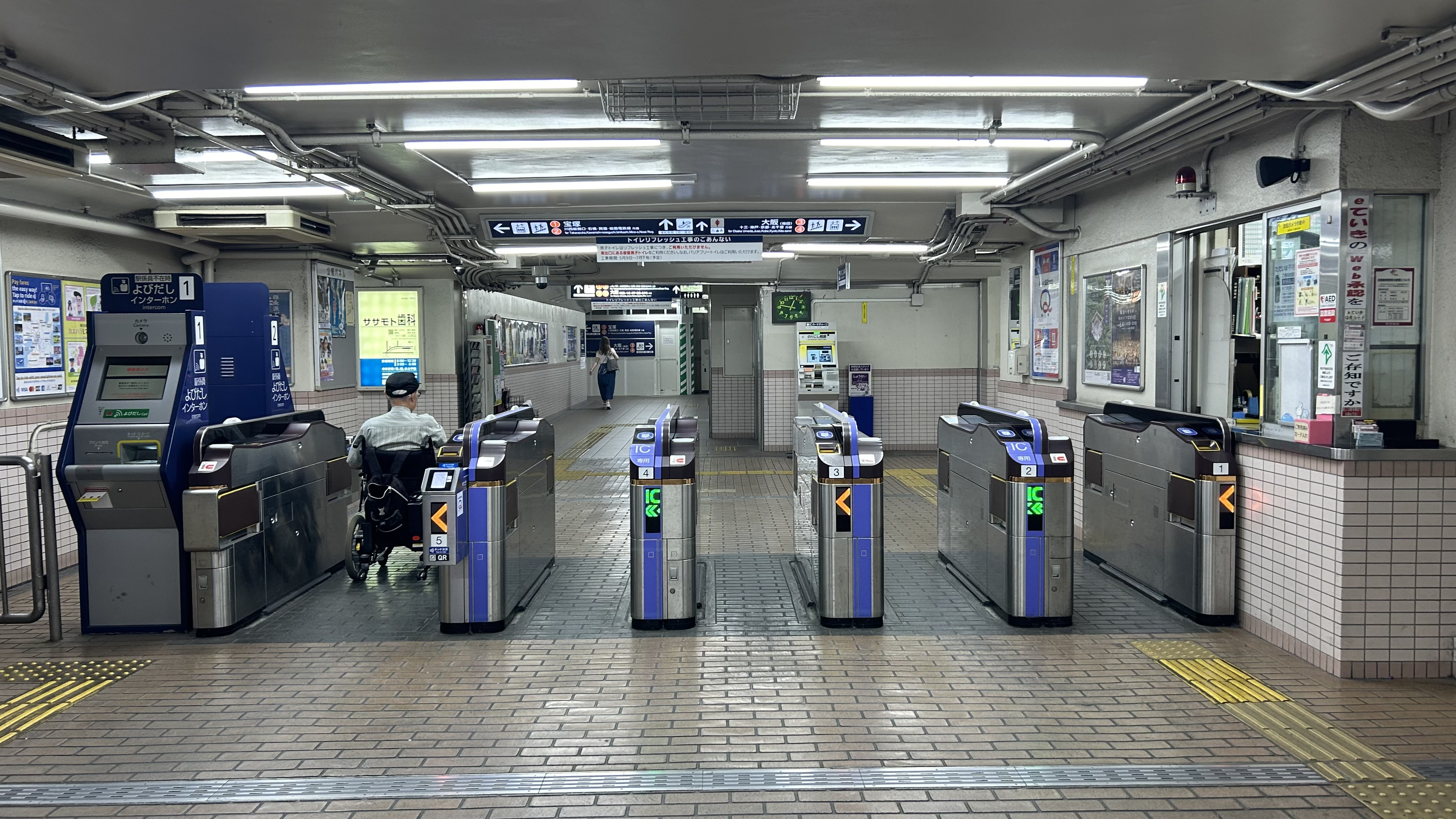
改札口
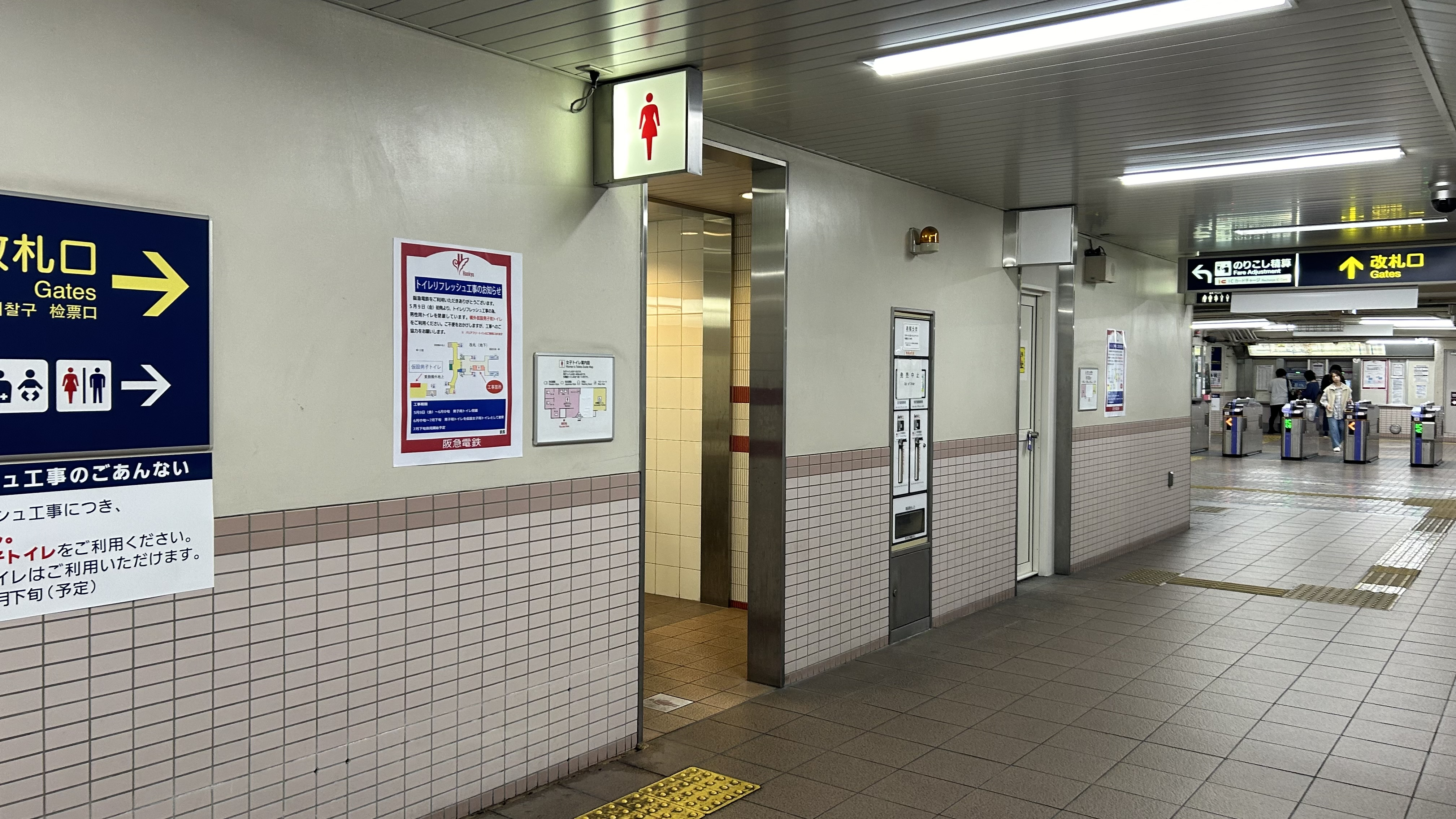
トイレ
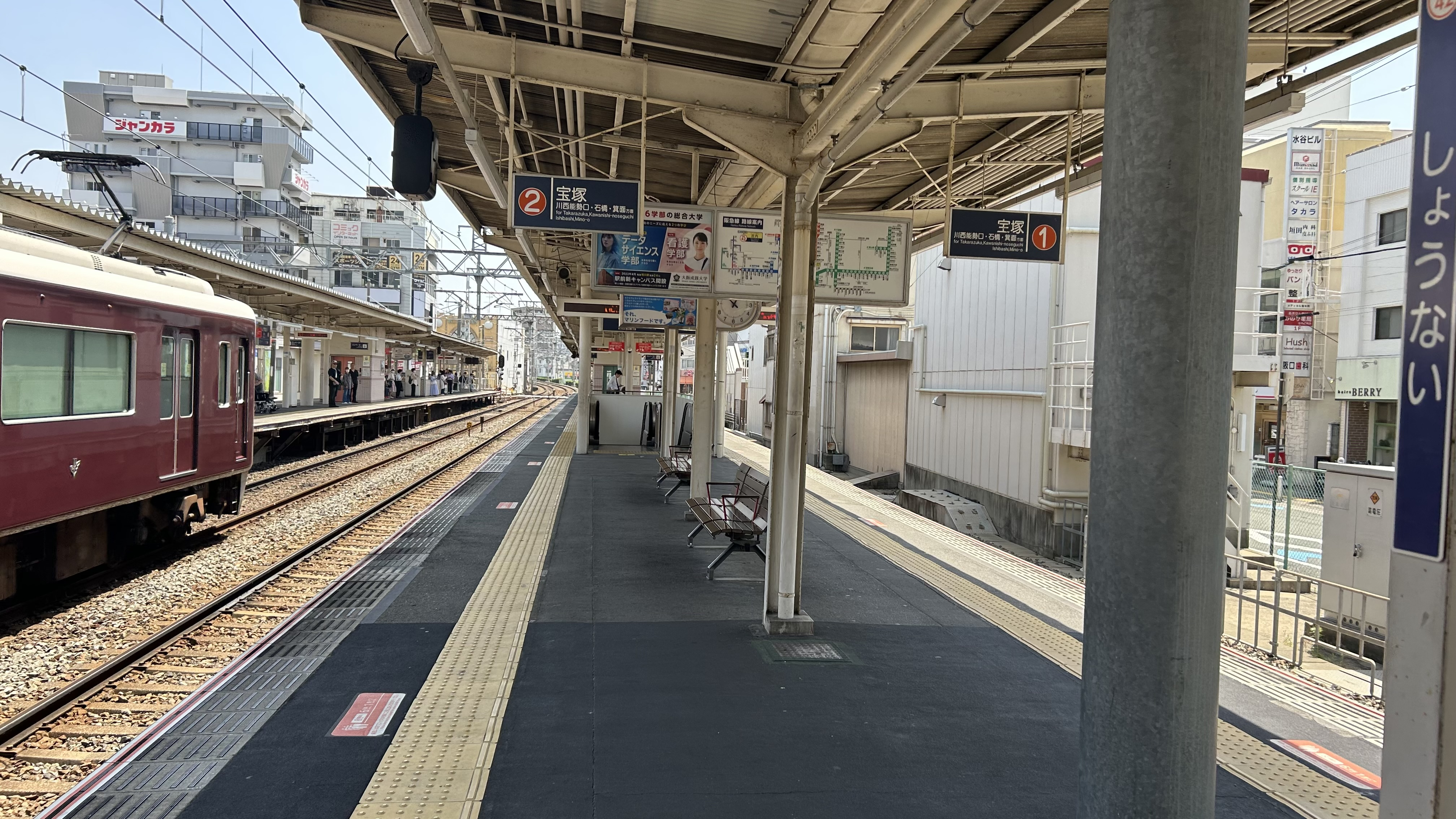
1・2号線ホーム
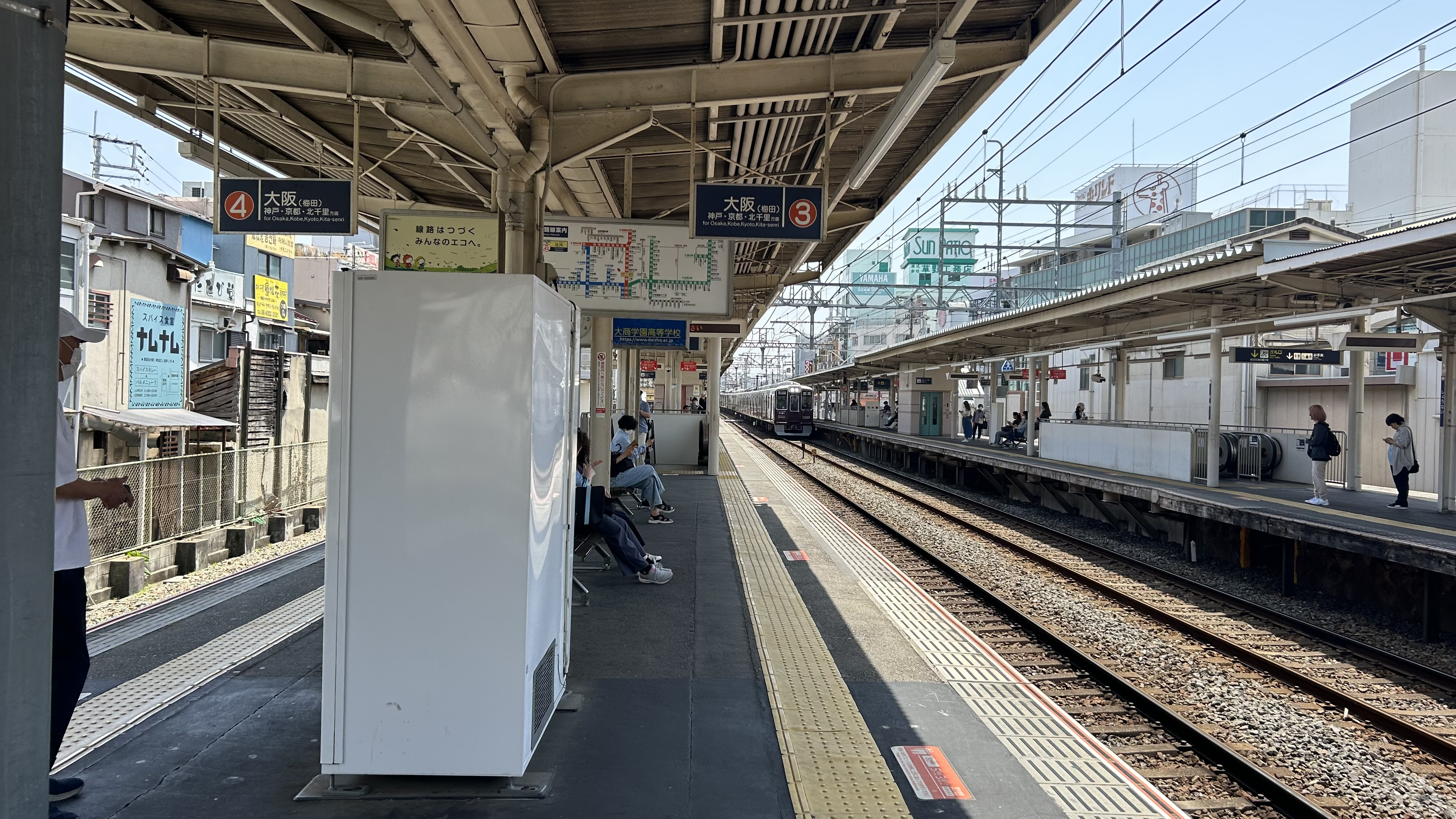
3・4号線ホーム
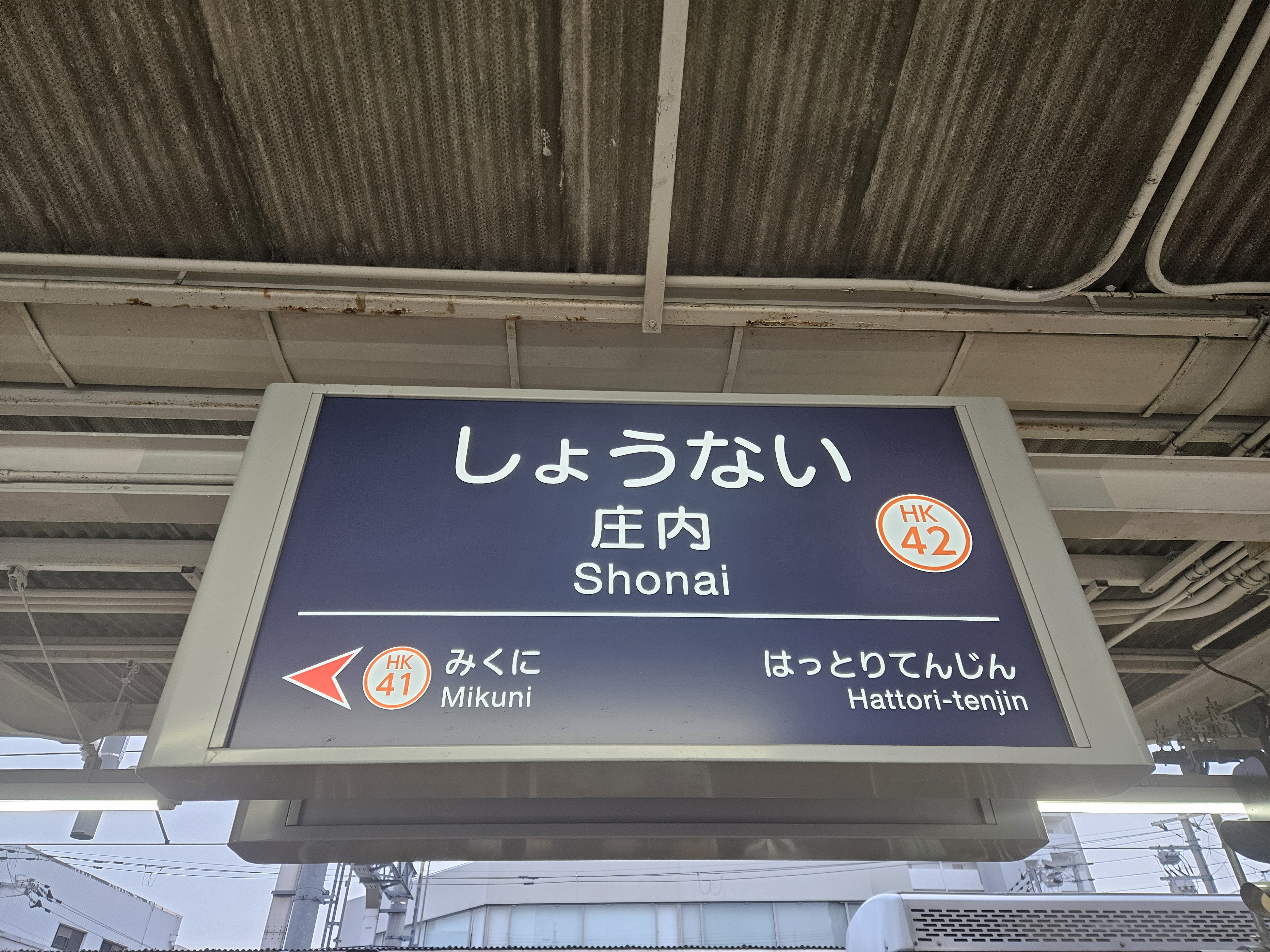
駅名標（2025年4月）

## 利用状況
2024年（令和6年）次の通年平均乗降人員は24,867人である。阪急電鉄全駅（86駅）中では夙川駅に次いで第27位。

### 年次別利用状況
各年次の乗降人員の推移は下表の通り。
| 年度               | 乗車人員 | 降車人員 | 乗降人員 | 増減率 | 順位 | 出典       | 出典         |
| 年度               | 乗車人員 | 降車人員 | 乗降人員 | 増減率 | 順位 | 阪急       | 豊中市       |
| ------------------ | -------- | -------- | -------- | ------ | ---- | ---------- | ------------ |
| 2016年（平成28年） | 14,014   | 13,999   | 28,013   |        | 26位 | [ 阪急 1 ] | [ 豊中市 1 ] |
| 2017年（平成29年） | 14,170   | 14,131   | 28,301   | 1.0%   | 25位 | [ 阪急 2 ] | [ 豊中市 2 ] |
| 2018年（平成30年） | 14,088   | 14,031   | 28,119   | -0.6%  | 25位 | [ 阪急 3 ] | [ 豊中市 3 ] |
| 2019年（令和元年） | 14,148   | 14,095   | 28,243   | 0.4%   | 25位 | [ 阪急 4 ] | [ 豊中市 4 ] |
| 2020年（令和02年） | 11,094   | 11,096   | 22,190   | -21.4% | 24位 | [ 阪急 5 ] | [ 豊中市 5 ] |
| 2021年（令和03年） | 11,049   | 11,046   | 22,095   | -0.4%  | 24位 | [ 阪急 6 ] | [ 豊中市 6 ] |
| 2022年（令和04年） | 11,704   | 11,659   | 23,363   | 5.7%   | 27位 | [ 阪急 7 ] | [ 豊中市 7 ] |
| 2023年（令和05年） | 12,337   | 12,293   | 24,630   | 5.4%   | 27位 | [ 阪急 8 ] | [ 豊中市 8 ] |
| 2024年（令和06年） |          |          | 24,867   | 1.0%   | 27位 | [ 統計 1 ] |              |

#### 平日限定データ
2000年から2015年までのデータは平日限定となっていた。
| 年次               | 乗車人員 | 降車人員 | 乗降人員 | 増減率 | 順位 | 出典        | 出典          |
| 年次               | 乗車人員 | 降車人員 | 乗降人員 | 増減率 | 順位 | 阪急        | 豊中市        |
| ------------------ | -------- | -------- | -------- | ------ | ---- | ----------- | ------------- |
| 2000年（平成12年） | 20,153   | 20,214   | 40,367   |        |      |             | [ 豊中市 9 ]  |
| 2001年（平成13年） | 19,623   | 19,667   | 39,290   | -2.7%  |      |             | [ 豊中市 9 ]  |
| 2002年（平成14年） | 18,878   | 18,916   | 37,794   | -3.8%  |      |             | [ 豊中市 9 ]  |
| 2003年（平成15年） | 18,354   | 18,379   | 36,733   | -2.8%  |      |             | [ 豊中市 9 ]  |
| 2004年（平成16年） | 17,726   | 17,758   | 35,484   | -3.4%  |      |             | [ 豊中市 9 ]  |
| 2005年（平成17年） | 17,383   | 17,359   | 34,742   | -2.1%  |      |             | [ 豊中市 10 ] |
| 2006年（平成18年） | 17,063   | 17,057   | 34,120   | -1.8%  |      |             | [ 豊中市 11 ] |
| 2007年（平成19年） | 16,969   | 16,930   | 33,899   | -0.6%  | 25位 | [ 阪急 9 ]  | [ 豊中市 12 ] |
| 2008年（平成20年） | 16,975   | 16,957   | 33,932   | 0.1%   | 26位 | [ 阪急 10 ] | [ 豊中市 13 ] |
| 2009年（平成21年） | 16,228   | 16,236   | 32,464   | -4.3%  | 27位 | [ 阪急 11 ] | [ 豊中市 14 ] |
| 2010年（平成22年） | 15,934   | 15,973   | 31,907   | -1.7%  | 28位 | [ 阪急 12 ] | [ 豊中市 15 ] |
| 2011年（平成23年） | 15,800   | 15,808   | 31,608   | -0.9%  | 28位 | [ 阪急 13 ] | [ 豊中市 16 ] |
| 2012年（平成24年） | 15,883   | 15,906   | 31,789   | 0.6%   | 28位 | [ 阪急 14 ] | [ 豊中市 17 ] |
| 2013年（平成25年） | 16,035   | 16,045   | 32,080   | 0.9%   | 28位 | [ 阪急 15 ] | [ 豊中市 18 ] |
| 2014年（平成26年） | 16,037   | 16,040   | 32,077   | -0.0%  | 27位 | [ 阪急 16 ] | [ 豊中市 19 ] |
| 2015年（平成27年） | 15,863   | 15,844   | 31,707   | -1.2%  | 28位 | [ 阪急 17 ] | [ 豊中市 20 ] |

### 特定日利用状況
「大阪府統計年鑑」によると、各年度のある特定日における1日の利用状況は下表の通り。
現在は宝塚線急行通過駅の中では最多の利用客数ではあるものの次に多い三国駅と比べて大差ない、という程度の数値であるが、昭和期の時点では阪急全線でもトップクラスの利用を誇る駅であった。特に1970年頃は当駅より利用者の多い駅が大阪府内では梅田駅・十三駅程度しかなく、宝塚線の三国駅以北では豊中駅や石橋駅・池田駅などを差し置いて最多、京都線の主要中間駅である茨木市駅・高槻市駅などよりも多いという状況であった。このため昭和期からの減少率が周辺他駅と比べても非常に高く、ピークの1968年の数値と比較すると半分以下となっている。
| 年度               | 乗車人員 | 降車人員 | 乗降人員 | 出典          |
| ------------------ | -------- | -------- | -------- | ------------- |
| 1966年（昭和41年） | 35,910   | -        | -        | [ 大阪府 1 ]  |
| 1967年（昭和42年） | 26,665   | -        | -        | [ 大阪府 2 ]  |
| 1968年（昭和43年） | 36,877   | -        | -        | [ 大阪府 3 ]  |
| 1969年（昭和44年） | 36,516   | -        | -        | [ 大阪府 4 ]  |
| 1970年（昭和45年） | 35,825   | -        | -        | [ 大阪府 5 ]  |
| 1971年（昭和46年） | 34,060   | -        | -        | [ 大阪府 6 ]  |
| 1972年（昭和47年） | 33,963   | -        | -        | [ 大阪府 7 ]  |
| 1973年（昭和48年） | 33,227   | -        | -        | [ 大阪府 8 ]  |
| 1974年（昭和49年） | 32,677   | -        | -        | [ 大阪府 9 ]  |
| 1975年（昭和50年） | 32,361   | -        | -        | [ 大阪府 10 ] |
| 1976年（昭和51年） | 32,384   | -        | -        | [ 大阪府 11 ] |
| 1977年（昭和52年） | 32,822   | -        | -        | [ 大阪府 12 ] |
| 1978年（昭和53年） | 30,478   | -        | -        | [ 大阪府 13 ] |
| 1979年（昭和54年） | 30,878   | -        | -        | [ 大阪府 14 ] |
| 1980年（昭和55年） | 30,020   | -        | -        | [ 大阪府 15 ] |
| 1981年（昭和56年） | 28,654   | -        | -        | [ 大阪府 16 ] |
| 1982年（昭和57年） | 28,546   | 27,767   | 56,313   | [ 大阪府 17 ] |
| 1983年（昭和58年） | 27,174   | 27,250   | 54,424   | [ 大阪府 18 ] |
| 1984年（昭和59年） | 26,562   | 27,312   | 53,874   | [ 大阪府 19 ] |
| 1985年（昭和60年） | 26,425   | 26,717   | 53,142   | [ 大阪府 20 ] |
| 1986年（昭和61年） | 25,866   | 26,902   | 52,768   | [ 大阪府 21 ] |
| 1987年（昭和62年） | 26,161   | 26,200   | 52,361   | [ 大阪府 22 ] |
| 1988年（昭和63年） | 24,589   | 25,512   | 50,101   | [ 大阪府 23 ] |
| 1989年（平成元年） | -        | -        | -        | [ 大阪府 24 ] |
| 1990年（平成02年） | 24,362   | 25,568   | 49,930   | [ 大阪府 25 ] |
| 1991年（平成03年） | -        | -        | -        | [ 大阪府 26 ] |
| 1992年（平成04年） | 22,527   | 23,042   | 45,569   | [ 大阪府 27 ] |
| 1993年（平成05年） | -        | -        | -        | [ 大阪府 28 ] |
| 1994年（平成06年） | -        | -        | -        | [ 大阪府 29 ] |
| 1995年（平成07年） | 20,124   | 20,392   | 40,516   | [ 大阪府 30 ] |
| 1996年（平成08年） | 21,961   | 22,508   | 44,469   | [ 大阪府 31 ] |
| 1997年（平成09年） | 22,601   | 22,717   | 45,318   | [ 大阪府 32 ] |
| 1998年（平成10年） | 21,339   | 21,857   | 43,196   | [ 大阪府 33 ] |
| 1999年（平成11年） | -        | -        | -        | [ 大阪府 34 ] |
| 2000年（平成12年） | 20,423   | 20,341   | 40,764   | [ 大阪府 35 ] |
| 2001年（平成13年） | 19,629   | 19,699   | 39,328   | [ 大阪府 36 ] |
| 2002年（平成14年） | 18,764   | 18,847   | 37,611   | [ 大阪府 37 ] |
| 2003年（平成15年） | 17,905   | 18,115   | 36,020   | [ 大阪府 38 ] |
| 2004年（平成16年） | 17,945   | 18,129   | 36,074   | [ 大阪府 39 ] |
| 2005年（平成17年） | 16,913   | 16,939   | 33,852   | [ 大阪府 40 ] |
| 2006年（平成18年） | 16,607   | 16,596   | 33,203   | [ 大阪府 41 ] |
| 2007年（平成19年） | 17,260   | 17,156   | 34,416   | [ 大阪府 42 ] |
| 2008年（平成20年） | 16,721   | 16,793   | 33,514   | [ 大阪府 43 ] |
| 2009年（平成21年） | 15,991   | 16,068   | 32,059   | [ 大阪府 44 ] |
| 2010年（平成22年） | 15,643   | 15,694   | 31,337   | [ 大阪府 45 ] |
| 2011年（平成23年） | 15,938   | 16,013   | 31,951   | [ 大阪府 46 ] |
| 2012年（平成24年） | 15,663   | 15,889   | 31,552   | [ 大阪府 47 ] |
| 2013年（平成25年） | 16,399   | 16,479   | 32,878   | [ 大阪府 48 ] |
| 2014年（平成26年） | 15,928   | 16,011   | 31,939   | [ 大阪府 49 ] |
| 2015年（平成27年） | 15,987   | 16,042   | 32,029   | [ 大阪府 50 ] |
| 2016年（平成28年） | 15,953   | 16,040   | 31,993   | [ 大阪府 51 ] |
| 2017年（平成29年） | 16,224   | 16,240   | 32,464   | [ 大阪府 52 ] |
| 2018年（平成30年） | 16,103   | 16,118   | 32,221   | [ 大阪府 53 ] |
| 2019年（令和元年） | 16,129   | 15,911   | 32,040   | [ 大阪府 54 ] |
| 2020年（令和02年） | 14,373   | 14,349   | 28,722   | [ 大阪府 55 ] |
| 2021年（令和03年） | 14,126   | 14,074   | 28,200   | [ 大阪府 56 ] |
| 2022年（令和04年） | 13,964   | 13,938   | 27,902   | [ 大阪府 57 ] |
| 2023年（令和05年） | 14,253   | 14,205   | 28,458   | [ 大阪府 58 ] |

## 駅周辺
- 国道176号
- 篤友会総合坂本病院
- 大阪音楽大学
- 庄内神社
- 椋橋総社
- 瑞穂の國記念小學院（未開校）

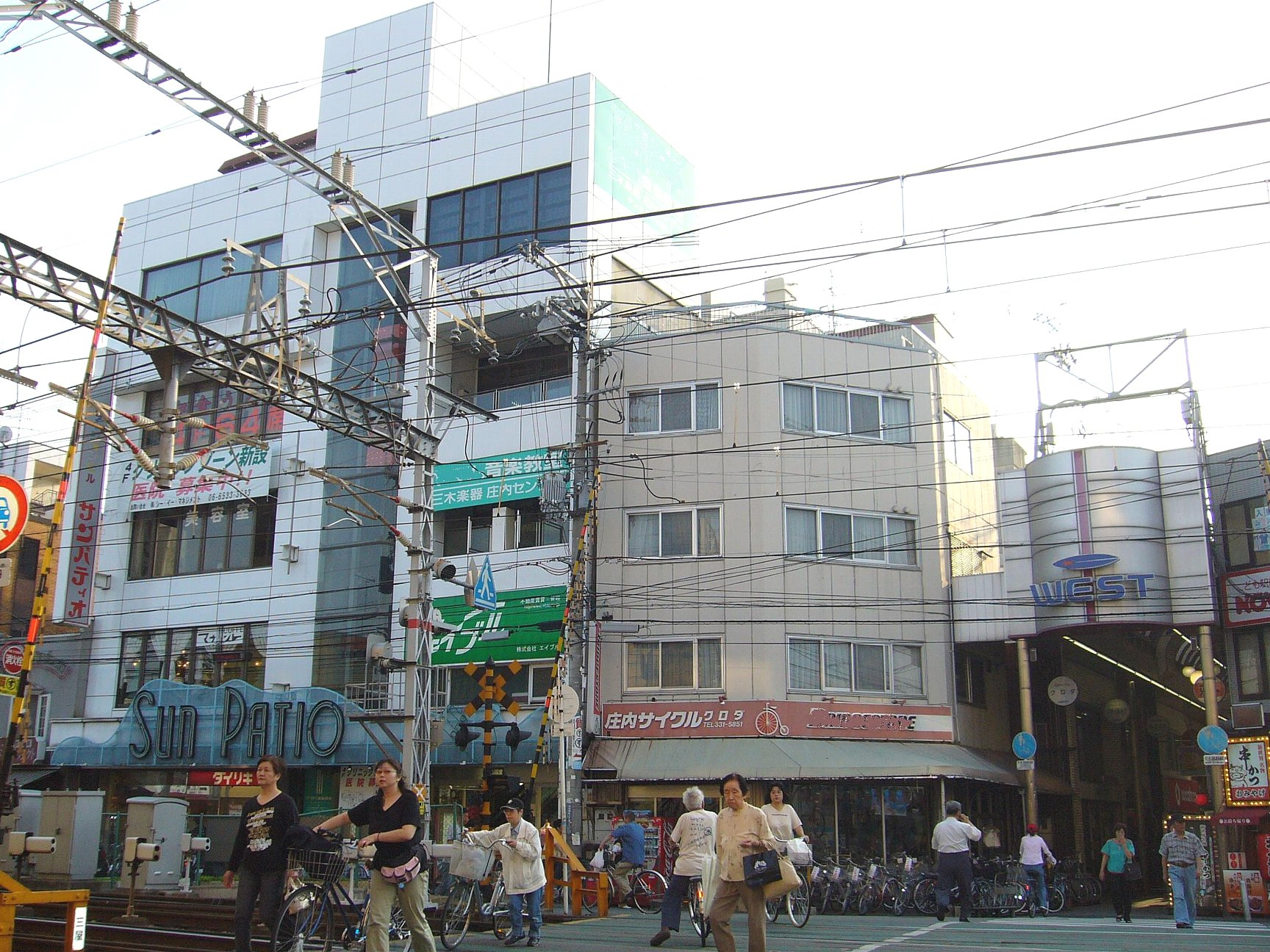
本通商店街（庄内WEST）とサンパティオ

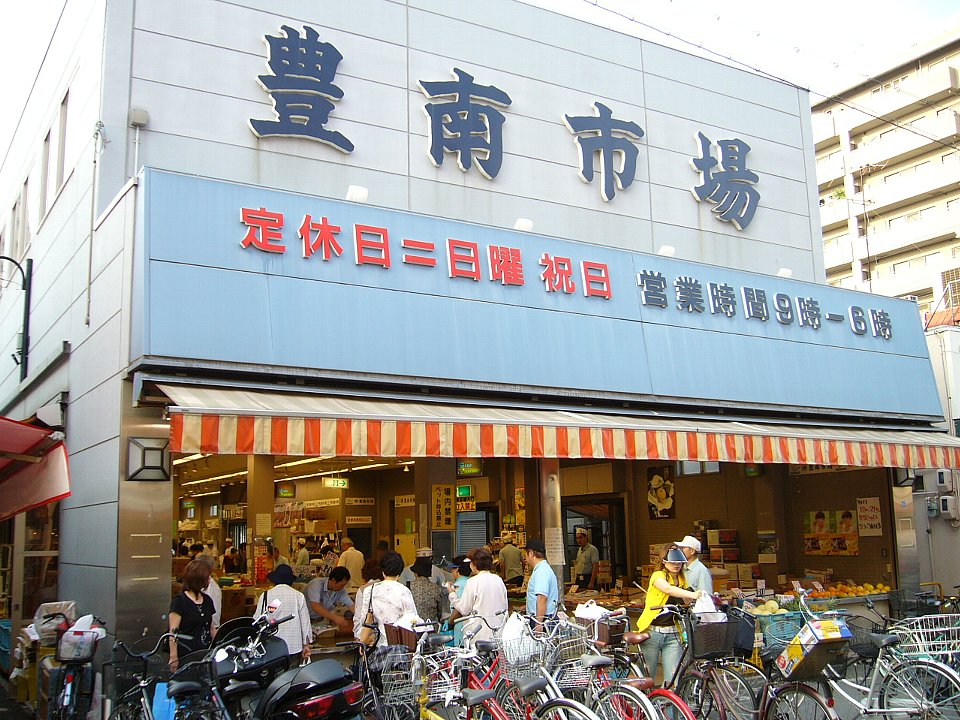
豊南市場

- 豊中市立庄内図書館・豊中市庄内公民館・豊中市庄内老人福祉センター
- 豊中市立庄内幸町図書館
- 豊中市立高川図書館・豊中市高川スポーツルーム
- 豊中市ローズ文化ホール・豊中市庄内体育館
- 大阪府豊中南警察署
- 豊中庄内郵便局
- 豊中庄内北郵便局
- 豊中庄内西郵便局
- 豊中豊南郵便局
- 池田泉州銀行豊中支店
- 餃子の王将庄内駅前店
- マクドナルド庄内店
- グルメシティ庄内店
- デイリーカナートイズミヤ庄内店
- A-プライス庄内店
- イオンタウン豊中庄内
- キリンド庄内店
- サンパティオ
- 靴のヒラキ サンパティオ庄内店
- ヤマダデンキ 家電住まいる館×YAMADAweb.com 豊中店
- 庄内駅前商店街
- 古本市場庄内店
- サイクルコンビニてるてる庄内店
- ジャンボカラオケ広場 庄内駅前店
- ダイソー庄内店
- ジャパン豊中庄内店
- 湯川家具
- 豊南市場
- パナソニック
- 旧パナソニック溶接システム本社
- 五色（スーパー銭湯）
- モンパルナス（阪神尼崎駅構内より移転）

## バス路線
阪急バスが乗り入れており、駅東口側の国道176号上に発着する。停留所名は「庄内駅前」。2023年からはネーミングライツにより「三屋 烈火」の副名称が与えられている。
| のりば | 担当 | 路線名 | 系統・行先                                 | 備考                                    |
| ------ | ---- | ------ | ------------------------------------------ | --------------------------------------- |
| 北向き | 千里 | 阪北線 | 50系統：柴原阪大前駅（市立豊中病院前）     |                                         |
| 北向き | 吹田 | 吹田線 | 24系統：JR吹田駅（南口）/JR南吹田駅/江坂駅 | 7時台の便はJR南吹田駅または江坂駅止まり |
| 南向き | 千里 | 阪北線 | 50系統：新大阪                             |                                         |
| 南向き | 吹田 | 吹田線 | 24系統：阪急園田駅                         |                                         |

## 隣の駅
阪急電鉄
■宝塚本線
■特急「日生エクスプレス」・■通勤特急・■急行・■通勤急行・■準急
通過
■普通
三国駅 (HK-41) - 庄内駅 (HK-42) - 服部天神駅 (HK-43)

### 記事本文